# Kedewan (plaats)
Kedewan is een bestuurslaag in het regentschap Bojonegoro van de provincie Oost-Java, Indonesië. Kedewan telt 3206 inwoners (volkstelling 2010).